# William Nicholson (konstnär)

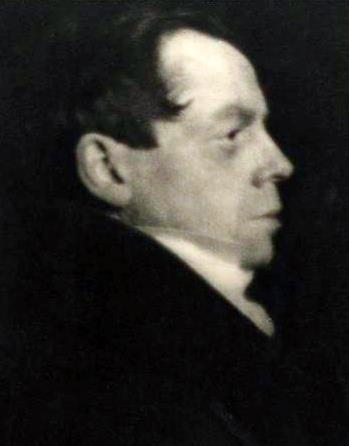
William Nicholson, 1908.

William Nicholson, född 5 februari 1872, död 16 maj 1949, var en brittisk målare och grafiker.

## Biografi
Nicholson utövade ett nydanande inflytande inom den samtida träsnittskonsten. Betecknande för hans stil var den monumentala bredd, som han nådde genom att samla ljus- och skuggpartierna i stora och sammanhängande ytor, en stil, som fick stor betydelse för den moderna affischkonstens utveckling. Bland Nicholsons träsnitt, av vilka flera serier utgetts i bokform, märks särskilt en rad uttrycksfulla karikatyrporträtt av kända personligheter. Nicholsons målningar i frisk impressionsistisk stil omfattar landskap, stilleben och aktstudier.